# Buellia leptocline
Buellia leptocline är en lavart som först beskrevs av Flot., och fick sitt nu gällande namn av A. Massal. Buellia leptocline ingår i släktet Buellia och familjen Physciaceae.  Arten är reproducerande i Sverige. Inga underarter finns listade i Catalogue of Life.